# خافيير جاسينتو
خافيير جاسينتو (بالإسبانية: Javier Jacinto)‏ هو موزع وملحن إسباني، ولد في 1 نوفمبر 1968 في باساخيس في إسبانيا.